# Chōryaku
Chōryaku (japanisch 長暦) ist eine japanische Ära (Nengō) von Mai 1037 bis Dezember 1040 nach dem gregorianischen Kalender. Der vorhergehende Äraname ist Chōgen, die nachfolgende Ära heißt Chōkyū. Die Ära fällt in die Regierungszeit des Kaisers (Tennō) Go-Suzaku.
Der erste Tag der Chōryaku-Ära entspricht dem 9. Mai 1037, der letzte Tag war der 15. Dezember 1040. Die Chōryaku-Ära dauerte vier Jahre oder 1317 Tage.

## Ereignisse
- 1038 Fujiwara no Chikaie wird bei einem Raubüberfall von einem Diener getötet